# Kirby's Fun Pak
| Mottagande      | Mottagande             |
| Samlingsbetyg   | Samlingsbetyg          |
| Tjänst          | Betyg                  |
| --------------- | ---------------------- |
| Gamerankings    | 85,74% (7 recensioner) |
| Recensionsbetyg |                        |
| Publikation     | Betyg                  |
| IGN             | 8,5/10                 |

Kirby's Fun Pak, känt som Hoshi no Kirby Super Deluxe (japanska: 星のカービィスーパーデラックス Hepburn: Hoshi no Kābī Sūpā Derakkusu?, bokstavligen "Kirby av stjärnorna: Super deluxe") i Japan och Kirby Super Star i Nordamerika, är ett plattformsspel släppt till 1996 till Super Nintendo Entertainment System (1997 i Europa). Spelet utvecklades av HAL Laboratory och gavs ut av Nintendo. En remake av spelet, kallad Kirby Super Star Ultra, släpptes 2008 till Nintendo DS (2009 i Europa).